# Entren los que quieran
Entren los que quieran es el cuarto álbum de estudio del grupo puertorriqueño Calle 13, lanzado el 26 de octubre de 2010 por el sello Sony Music, terminando su contrato con esta compañía, cuestión sobre la que ironiza en el primer corte del disco.
Calle 13 experimenta en el disco una nueva evolución en el estilo, utilizando más elementos del folclore latinoamericano, canción de autor, rock, merengue, entre otros, con un mayor compromiso social en las letras. La banda se hizo ganadora con este álbum de diez nominaciones a los Premios Grammy Latinos de los cuales logró ganar nueve.
El primer sencillo, «Calma pueblo», es un torrente de quejas sobre la ira, la desilusión y el deseo de la libertad personal. Su vídeo cuenta con una caravana de actores desnudos corriendo entre los rascacielos del distrito financiero de San Juan, Puerto Rico.
El segundo sencillo es «Vamo' a portarnos mal», que fue lanzado en su página oficial de Facebook. Este tema fue recibido con una buena crítica por su mezcla de merengue y ska.
El tema «El hormiguero» fue compuesto con la ayuda de los fanáticos de Twitter. Habla sobre los inmigrantes en general, y se incluyen grabaciones de los fanáticos en varios idiomas, así como fragmentos de discursos del Subcomandante Marcos, Che Guevara o Salvador Allende.

## Lista de canciones
| Entren los que quieran |                                                                                                  |                       |          |  |
| N.º                    | Título                                                                                           | Música                | Duración |  |
| 1.                     | «Intro»                                                                                          | Abraham, Pérez        | 3:17     |  |
| 2.                     | «Calma pueblo» (con Omar Rodríguez-López)                                                        | Arcaute, Cabra, Pérez | 4:10     |  |
| 3.                     | «Baile de los pobres»                                                                            | Arcaute, Cabra, Pérez | 3:32     |  |
| 4.                     | «La vuelta al mundo»                                                                             | Cabra, Pérez          | 3:54     |  |
| 5.                     | «La bala»                                                                                        | Arcaute, Cabra, Pérez | 4:27     |  |
| 6.                     | «Vamo' a portarnos mal»                                                                          | Cabra, Pérez          | 4:04     |  |
| 7.                     | «Latinoamérica» (presentando a Totó la Momposina, Susana Baca, Maria Rita y Gustavo Santaolalla) | Arcaute, Cabra, Pérez | 4:58     |  |
| 8.                     | «Inter - En Annunakilandia»                                                                      | Cabra                 | 1:04     |  |
| 9.                     | «Digo lo que pienso»                                                                             | Cabra, Pérez          | 4:53     |  |
| 10.                    | «Muerte en Hawaii»                                                                               | Arcaute, Pérez        | 3:10     |  |
| 11.                    | «Todo se mueve» (con Seun Kuti)                                                                  | Arcaute, Cabra, Pérez | 3:22     |  |
| 12.                    | «El hormiguero»                                                                                  | Cabra, Pérez          | 5:05     |  |
| 13.                    | «Prepárame la cena»                                                                              | Cabra, Pérez          | 5:19     |  |
| 14.                    | «Outro»                                                                                          |                       | 1:11     |  |
| 52:31                  |                                                                                                  |                       |          |  |

## Posiciones
| Lista            | Año  | Máxima posición |
| ---------------- | ---- | --------------- |
| Top Latin Albums | 2010 | 6               |
| Top Rap Albums   | 2010 | 25              |
| Top Latin Albums | 2012 | 6               |

| Lista             | Año  | Canción               | Máxima posición |
| ----------------- | ---- | --------------------- | --------------- |
| Latin Pop Airplay | 2010 | Vamo' a portarnos mal | 32              |
| Tropical/Salsa    | 2010 | Vamo' a portarnos mal | 21              |
| Latin Pop Airplay | 2011 | Muerte en Hawaii      | 34              |

## Créditos
Participantes (por orden alfabético)
- Edgar Abraham: arreglos, compositor, piano
- Rafa Arcaute:	compositor, coros
- Daniela Buscaglia: coros
- David Cárdenas: Ingeniero de grabación.
- Eduardo Cabra: bajos, banjo, compositor, coros, órgano
- Gabriel Cabra, : coros
- Ileana Cabra: coros
- Rafael Rojas Camilo: conga
- Ismael Cancel: batería, coros
- Henry Cole: batería
- Edgard Marrero Cotte: viola
- José Daniel de Jesús: chelo
- Mariano Domínguez: bajos
- Endel Dueno: batería
- Francisco Fattoruso: bajos
- Arnaldo Figueroa: violín
- Edmanuel Gonzalez: coros
- Joanne Herrero: coros
- Carlos Lamboy: coros
- Lee Levin: batería
- James Cruz: masterización
- Ivan Gutiérrez: mezcla
- Ramon Martínez: mezcla
- Edgardo Matta: mezcla
- Kianí Medina: coro, coros
- Ricky Ricardo Morales: coros
- Yahaira O'Neill: violín
- René Pérez: compositor
- Vicente Portalatin: coros
- Radames Travieso: guira
- Omar Rodríguez-López: guitarra
- Fernando Samalea: batería
- Gustavo Santaolalla: ronroco
- Pedro Tirado: coros
- Dan Warner: ukulele